# MEVGAL

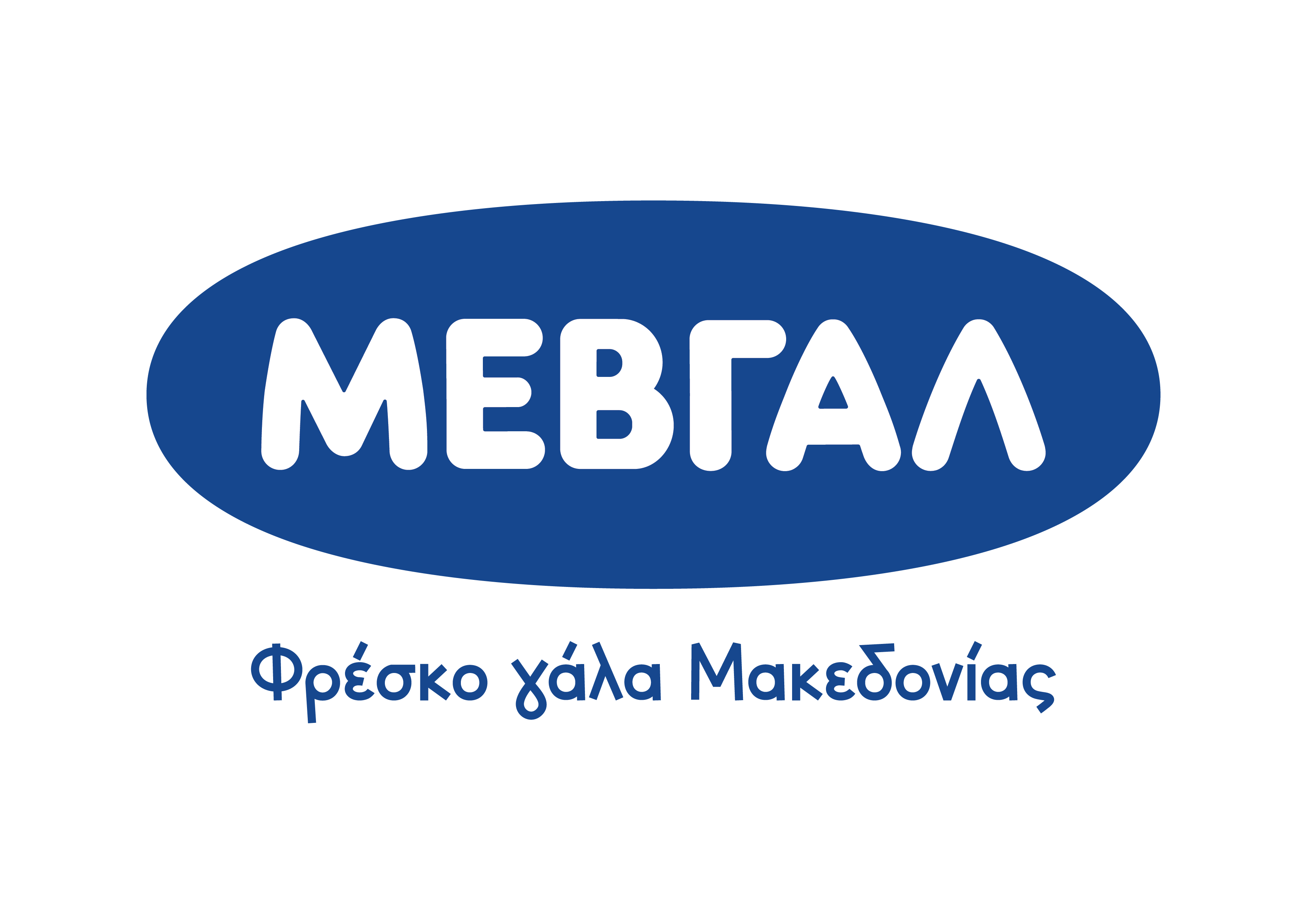
MEVGAL-Logo

Die griechische Aktiengesellschaft MEVGAL AG (griechisch Μακεδονική Βιομηχανία Γάλακτος, ΜΕΒΓΑΛ Makedonikí Viomichanía Gálaktos) mit Hauptsitz in Koufalia im Regionalbezirk Thessaloniki ist der größte Milchproduzent in Nordgriechenland. Das Kerngeschäft ist die Herstellung von original griechischen Milchprodukten, vorrangig Joghurts und Feta. Jeder fünfte Joghurt, den Griechenland exportiert, wird von MEVGAL produziert. Das Unternehmen besitzt einen bedeutenden Anteil in der Kategorie original griechischer Joghurts auf den Märkten von Europa bis Amerika und Asien. Der Exportanteil am Gesamtumsatz des Unternehmens beträgt 35 %. Die Produkte werden in mehr als 30 Länder exportiert.

## Geschichte
Seinen Ursprung hat MEVGAL in den Jahren nach dem Zweiten Weltkrieg, als Domna Chatzakos ein kleines Milchgeschäft eröffnete, das Unternehmen wurde 1950 gegründet. Ab 1952 wurden die Käsesorten Feta und Kasseri hergestellt. 1967 wurde der Unternehmensstandort nach Koufalia in der heutigen Gemeinde Chalkidona verlegt. 1971 wurde mit der Herstellung von frischer pasteurisierter Milch begonnen. 1974 wurde traditioneller griechischer Joghurt eingeführt. 1985 startete das Unternehmen den Export seiner Produkte. 1989 war MEVGAL das erste Unternehmen, das Feta in Fertigpackung auf den Markt brachte. Seit 2010 produziert MEVGAL ESL-Milch. 2018 steigerte das Unternehmen seine Produktionskapazität durch den Bau einer neuen Produktionslinie für griechische Joghurts. Das Unternehmen beschäftigt heute in Koufalia und an weiteren Standorten in Griechenland ca. 650 Mitarbeiter.

## Produkte
- Joghurt aus Kuh-, Schaf- und Ziegenmilch
- Feta
- Manouri